# ダニー・カネル
ダニー・カネル（Danny Kanell 1973年11月21日- ）はフロリダ州フォートローダーデール出身のアメリカンフットボール選手。NFLやアリーナフットボールリーグでプレーした。ポジションはクォーターバック。

## 経歴

### プロ入りまで
フロリダ州立大学では4年間で45試合に出場しパス成功率62.2%、6,372ヤードを投げて57タッチダウン（大学記録）、26インターセプトの数字を残した。また1年次、2年次、4年次にひあオレンジボウルに、3年次にはシュガーボウルに出場している。大学4年次にはオールアメリカンにも選出された。

### NFL
1996年のNFLドラフト4巡目でニューヨーク・ジャイアンツに指名されて入団し、10月にはスタン・ホワイトに代わり第2QBに昇格、11月3日のアリゾナ・カージナルス戦では負傷したデーブ・ブラウンをリリーフしパス27本中14本を成功、128ヤードを獲得、1タッチダウンをあげてチームは16-8で勝利した。この年彼は4試合に途中出場した。1997年10月8日のアリゾナ・カージナルス戦で初先発を果たし、10試合に先発出場、1,740ヤードを投げて、11タッチダウン、9インターセプトの成績を残した。先発した10試合を7勝2敗1分で終え、チームにNFC東地区優勝をもたらした。プレーオフのミネソタ・バイキングス戦ではパス32本中16本成功、199ヤードを獲得、1タッチダウンをあげたが、ディフェンスが残り1分半で9点を失い、22-23で敗れた。
1998年、それまでリーグ最低年俸の21万6000ドルだった彼は、シーズン開幕前に3年950万ドルの契約を結んだ。開幕から先発QBを任されたが3勝7敗となったところで、ケント・グレアムにポジションを奪われ、チームは残り6試合を5勝1敗とし8勝8敗で終えた。この年のカネルの成績は10試合に出場、パス299回中166回成功、1,603ヤード獲得、11タッチダウン、10インターセプトであった。
翌1999年2月、ジャイアンツはシーズンオフにニューオーリンズ・セインツからケリー・コリンズを獲得、サラリーキャップを空けるために彼はチームを解雇された。3月、彼はかつてジャイアンツに入団したときのヘッドコーチ、ダン・リーブスがヘッドコーチを務めるアトランタ・ファルコンズと契約し、クリス・チャンドラーの控えQBとなった。ファルコンズには2シーズン在籍し、先発2試合を含む8試合に出場し、パス200本中99本成功、1,117ヤードを獲得、6タッチダウン、9インターセプトであった。2000年シーズン終了後ファルコンズから解雇され新たな所属先を探すこととなった。
2002年、彼はアリーナフットボールリーグのニューヨーク・ドラゴンズに加入、1シーズンを過ごした。
2003年、デンバー・ブロンコスの第3QBとなった彼はジェイク・プラマー、スティーブ・バーラインが故障したため2試合で先発出場を果たした。この年彼は103回のパスを投げて2タッチダウン、5インターセプトであった。2004年シーズンもプラマーの控えQBとしてチームに残留したがこの年は出場機会を与えられなかった。シーズン終了後、ブロンコスから解雇された後は、どのチームとも契約を果たせなかった。

### 野球選手として
高校3年の時にはミルウォーキー・ブルワーズからドラフトされ、大学でも野球を続けていた彼は大学1年次、2年次の2年間で28試合に出場した。大学3年次終了時点にはニューヨーク・ヤンキースからドラフト24巡目で指名されたがNFL選手を目指した。
アトランタ・ファルコンズを解雇された直後の2001年にはアトランティックリーグのニューアーク・ベアーズで一塁手、三塁手、指名打者として1年間プレーした。彼はレジー・ジャクソンやドン・マッティングリーにあこがれておりヤンキースでプレーすることを目標としていた。

## 家族
父親はマイアミ・ドルフィンズのチームドクターを務めた医師。